# Klaus Berkigt
Klaus Berkigt (27 augustus 1956) is een voormalige Duitse voetballer die tijdens zijn profloopbaan uitsluitend voor FC VVV uitkwam.
De jeugdige aanvaller maakte in 1974 de overstap van de Duitse amateurclub 1. FC Mönchengladbach naar de Nederlandse eerstedivisionist FC VVV. In zijn eerste seizoen maakte hij er op 5 januari 1975 zijn competitiedebuut in een uitwedstrijd bij SC Cambuur (2-1 verlies), als invaller voor doelpuntenmaker Huub Vercoulen. Anderhalf jaar later promoveerde de Venlose club naar de Eredivisie. Alhoewel Berkigt als contractspeler nog wel twee seizoenen tot de selectie behoorde, kreeg hij geen speeltijd meer. In 1978 keerde de Duitser terug naar zijn geboorteland.

## Profstatistieken
| Seizoen         | Club            | Competitie      | Competitie | Competitie | Beker | Beker | Overige | Overige | Totaal | Totaal |
| Seizoen         | Club            | Competitie      | Wed.       | Dlp.       | Wed.  | Dlp.  | Wed.    | Dlp.    | Wed.   | Dlp.   |
| --------------- | --------------- | --------------- | ---------- | ---------- | ----- | ----- | ------- | ------- | ------ | ------ |
| 1974/75         | FC VVV          | Eerste divisie  | 1          | 0          | 0     | 0     | —       | —       | 1      | 0      |
| 1975/76         | FC VVV          | Eerste divisie  | 0          | 0          | 0     | 0     | 0       | 0       | 0      | 0      |
| 1976/77         | FC VVV          | Eredivisie      | 0          | 0          | 0     | 0     | —       | —       | 0      | 0      |
| 1977/78         | FC VVV          | Eredivisie      | 0          | 0          | 0     | 0     | 0       | 0       | 0      | 0      |
| Carrière totaal | Carrière totaal | Carrière totaal | 1          | 0          | 0     | 0     | 0       | 0       | 1      | 0      |